# حق رأی زنان در سوئیس
حق رأی زنان در سوئیس (انگلیسی: Women's suffrage in Switzerland) در سال ۱۹۷۱ به زنان داده شد. زنان در سوئیس پس از همه‌پرسی در فوریه ۱۹۷۱ حق رأی در انتخابات فدرال را به دست آوردند. اولین رأی فدرال که زنان توانستند در آن شرکت کنند، انتخابات مجلس فدرال در ۳۱ اکتبر ۱۹۷۱ بود. با این حال، در سال ۱۹۹۰، تصمیم دادگاه عالی فدرال سوئیس بود که زنان در آخرین کانتون سوئیس، آپنزل اینرهودن از حق رأی کامل برخوردار شدند.
آخرین همه‌پرسی در مورد حق رأی زنان در ۱ فوریه ۱۹۵۹ برگزار شد و توسط بیشتر مردان (۶۷٪) سوئیس رد شد. با وجود این، در برخی از کانتون‌های فرانسوی زبان، زنان حق رأی در همه‌پرسی کانتونی را به دست آوردند. اولین زن سوئیسی که منصب سیاسی داشت، ترودی اسپات-شوایزر بود که در سال ۱۹۵۸ به عضویت شهرداری ریان انتخاب شد.

## نظام سیاسی
دلیل اصلی تأخیر سوئیس نسبت به سایر کشورهای اروپایی اهمیت دموکراسی مستقیم در نظام سیاسی بود. معرفی حق رأی عمومی فدرال و کانتونی، رأی اکثریت انتخاب کنندگان، مردان در این مورد، را برای رفراندوم ضروری کرد. علاوه بر این، اصلاح قانون اساسی فدرال جدید نیز باید توسط اکثریت کانتون‌ها تصویب می‌شد. دلیل دیگر ارتباط تنگاتنگ، از زمان قانون اساسی ۱۸۴۸، بین حق رأی و خدمت سربازی در ارتش سوئیس بود که برای مردان اجباری بود. دموکراسی مستقیم همچنین اجازه معرفی حق رأی زنان از طریق ابتکار را داد. بسیاری از کانتون‌ها قبل از سال ۱۹۷۱ ابتکاراتی برای حق رأی داشتند. به عنوان مثال، کانتون بازل اشتاد در سال‌های ۱۹۲۰، ۱۹۲۷ و همه‌پرسی در مورد حق رأی زنان داشت.

## حضور زنان در نهادهای سیاسی

### مجمع فدرال
تعداد زنان در شورای ملی سوئیس، مجلس سفلی مجلس فدرال سوئیس، از ۱۰ نفر در سال ۱۹۷۱ به ۵۰ نفر در سال ۲۰۰۳ و از ۱ به ۱۱ در شورای ۴۶ ایالتی سوئیس و مجلس علیا، در همان دوره تا تاریخ ۲۰۱۵ ۶۴ زن از ۲۰۰ عضو (۳۲٪) در شورای ملی و ۷ نفر از ۴۶ نفر (۱۵٫۲٪) در شورای ایالت‌ها حضور داشتند. لیز ژیراردین (عضو FDP. لیبرال‌ها) به عنوان اولین مشاور زن ایالت‌ها از سال ۱۹۷۱ تا ۱۹۷۵ در این شورا حضور داشت و همچنین اولین شهردار شهری در سوئیس، یعنی ژنو در سال ۱۹۶۸ بود.

اولین زنانی که در سال ۱۹۷۱ در پارلمان سوئیس انتخاب شدند عبارتند از:

Elisabeth Blunschy
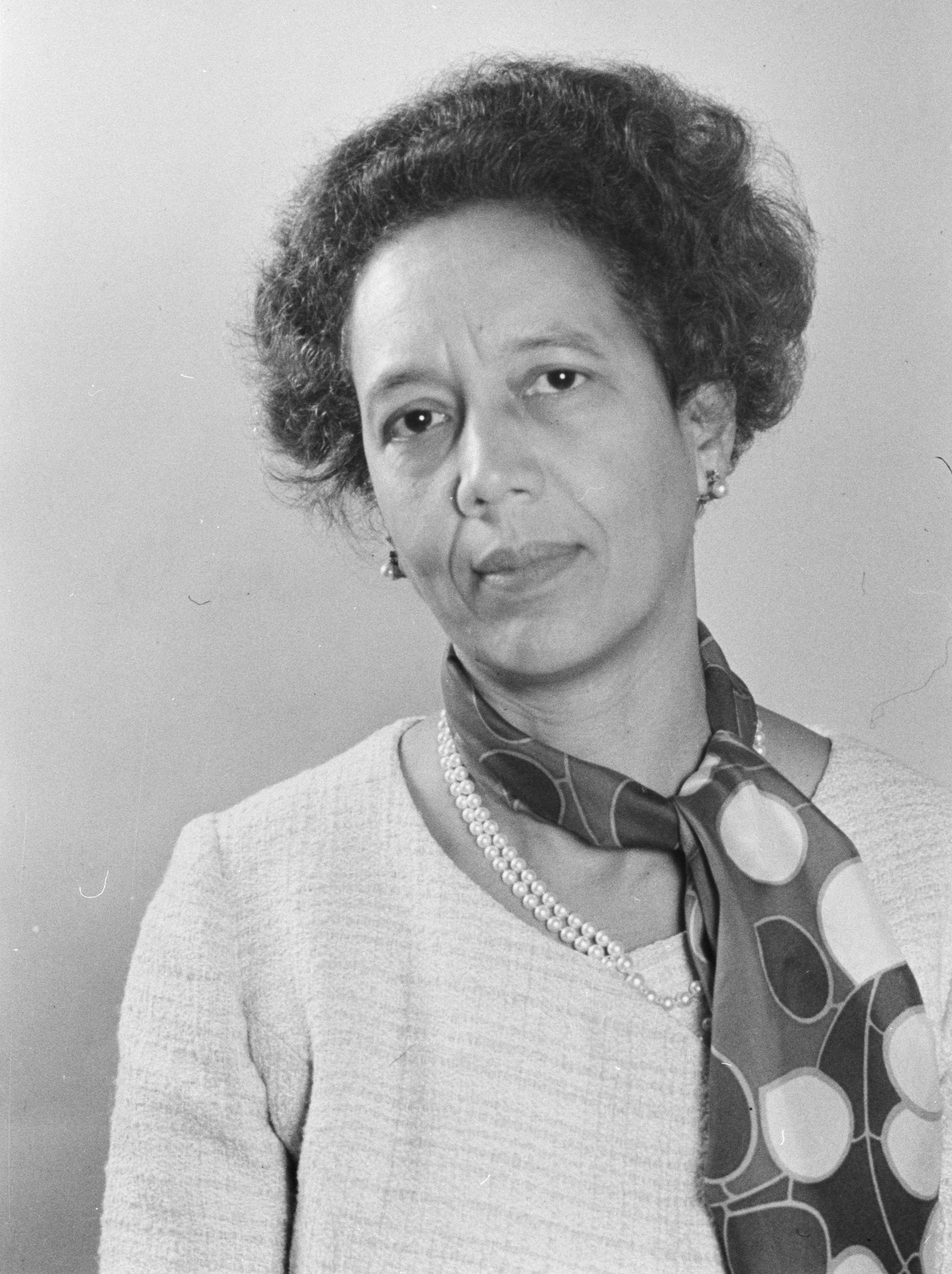
Tilo Frey
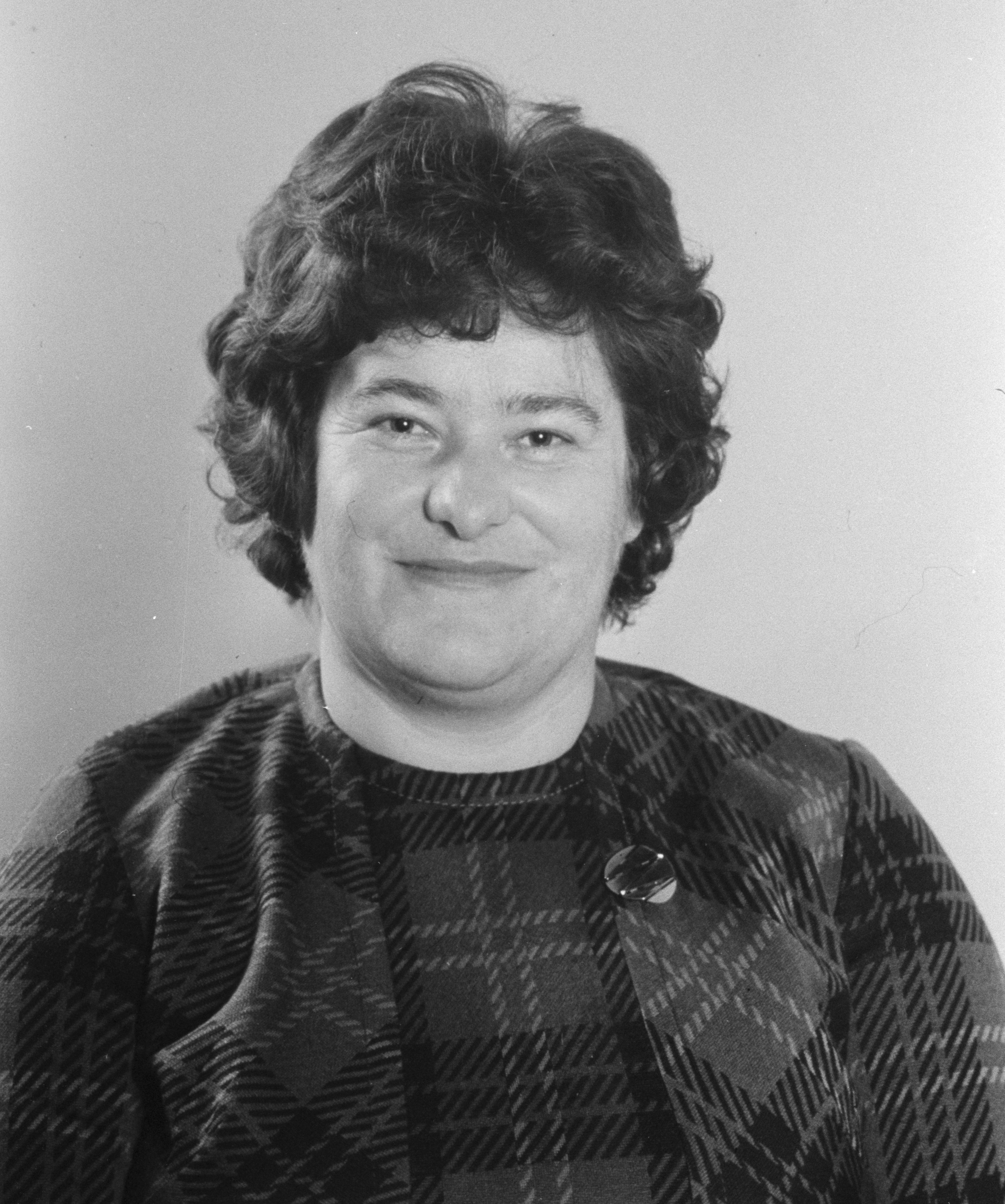
Hedi Lang
Josi Meier
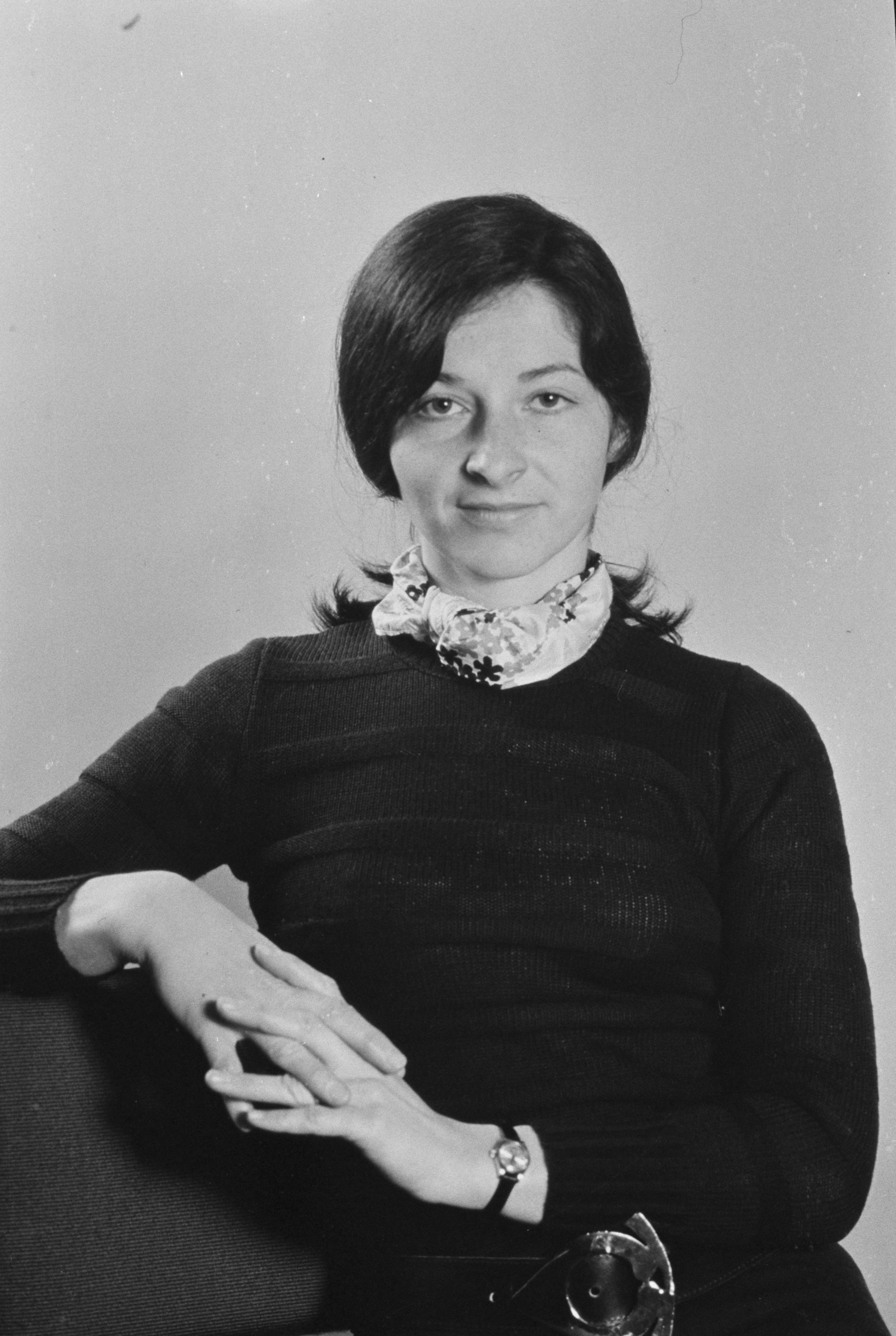
Gabrielle Nanchen
Martha Ribi
Hanna Sahlfeld
Liselotte Spreng
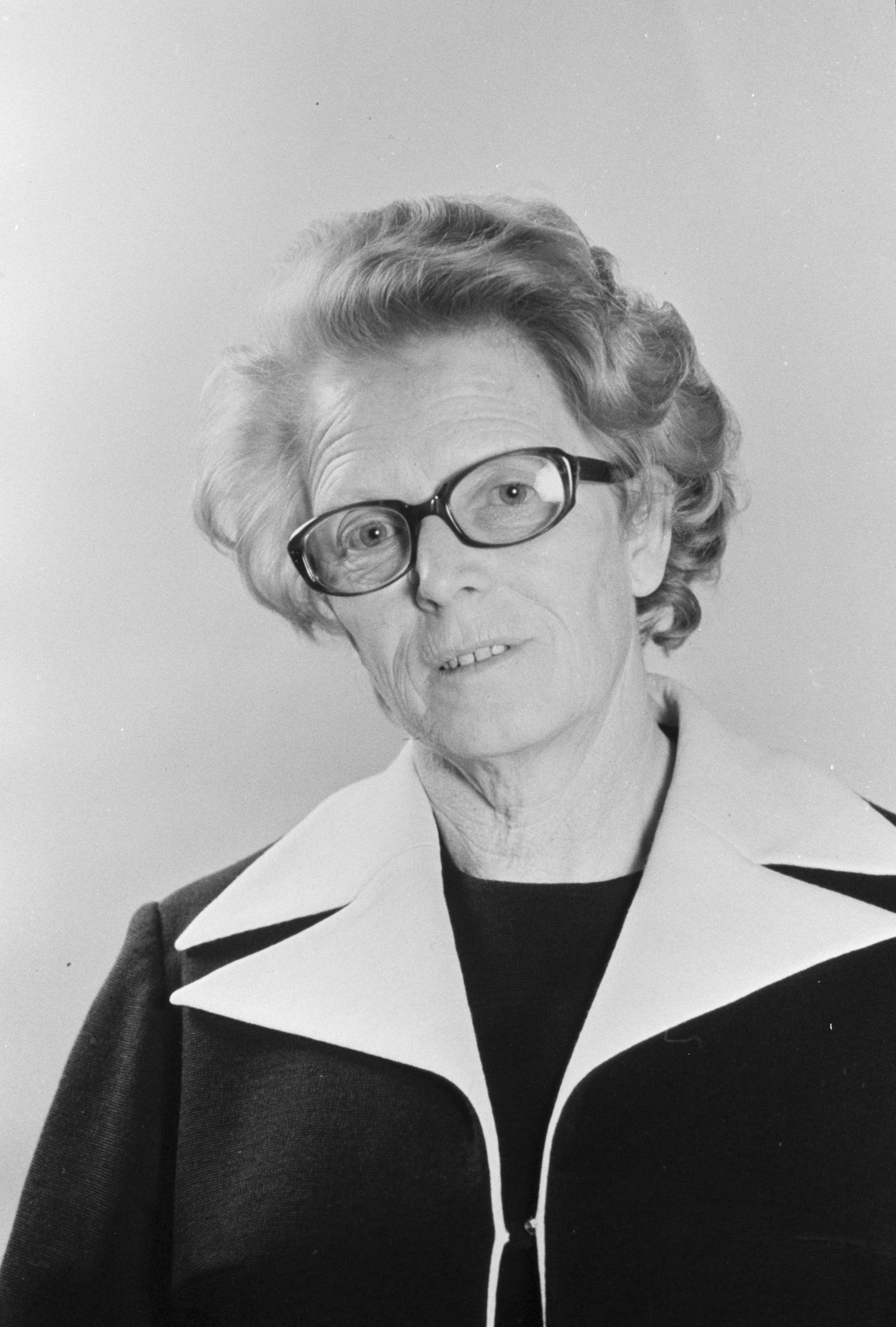
Hanny Thalmann
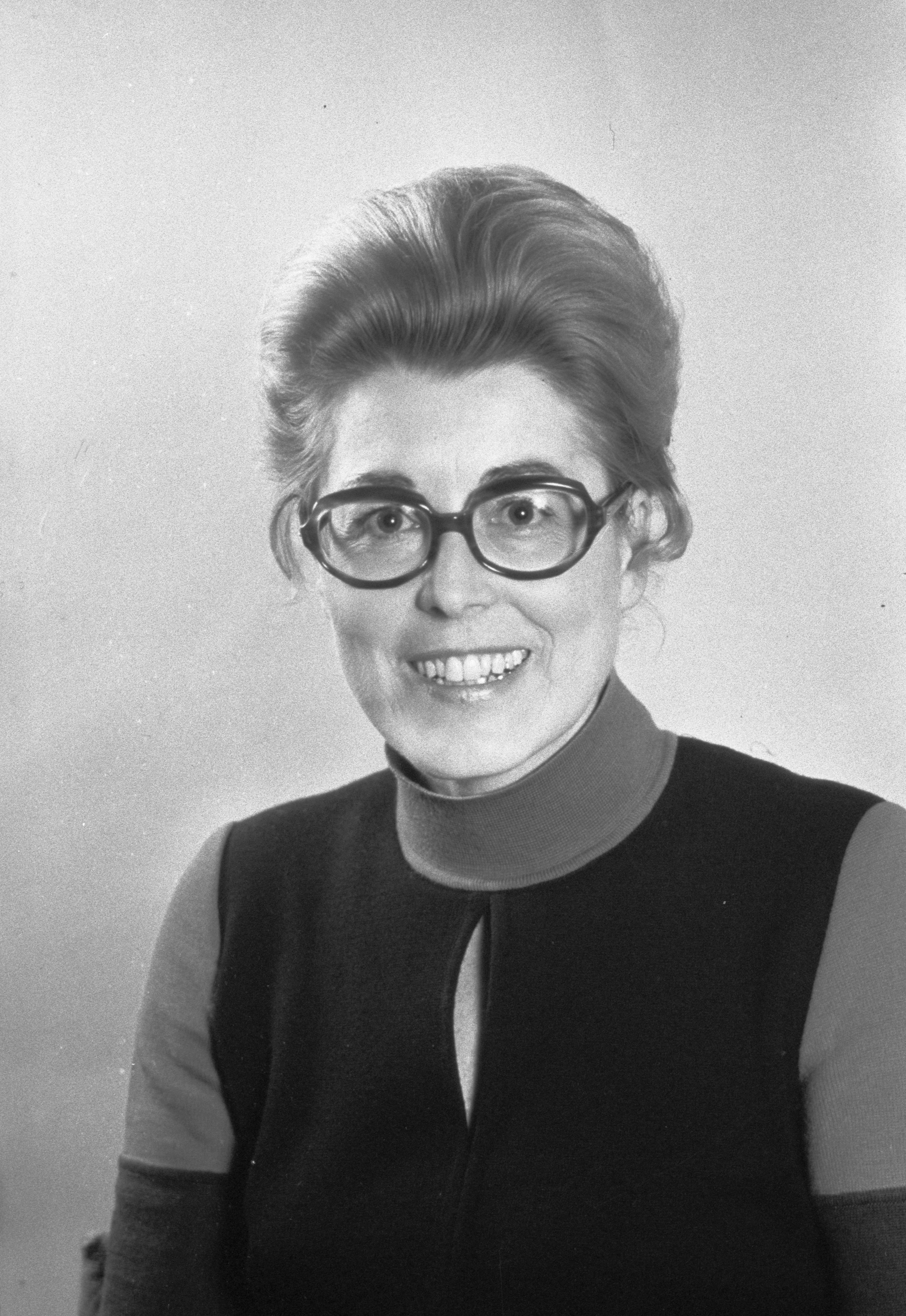
Lilian Uchtenhagen
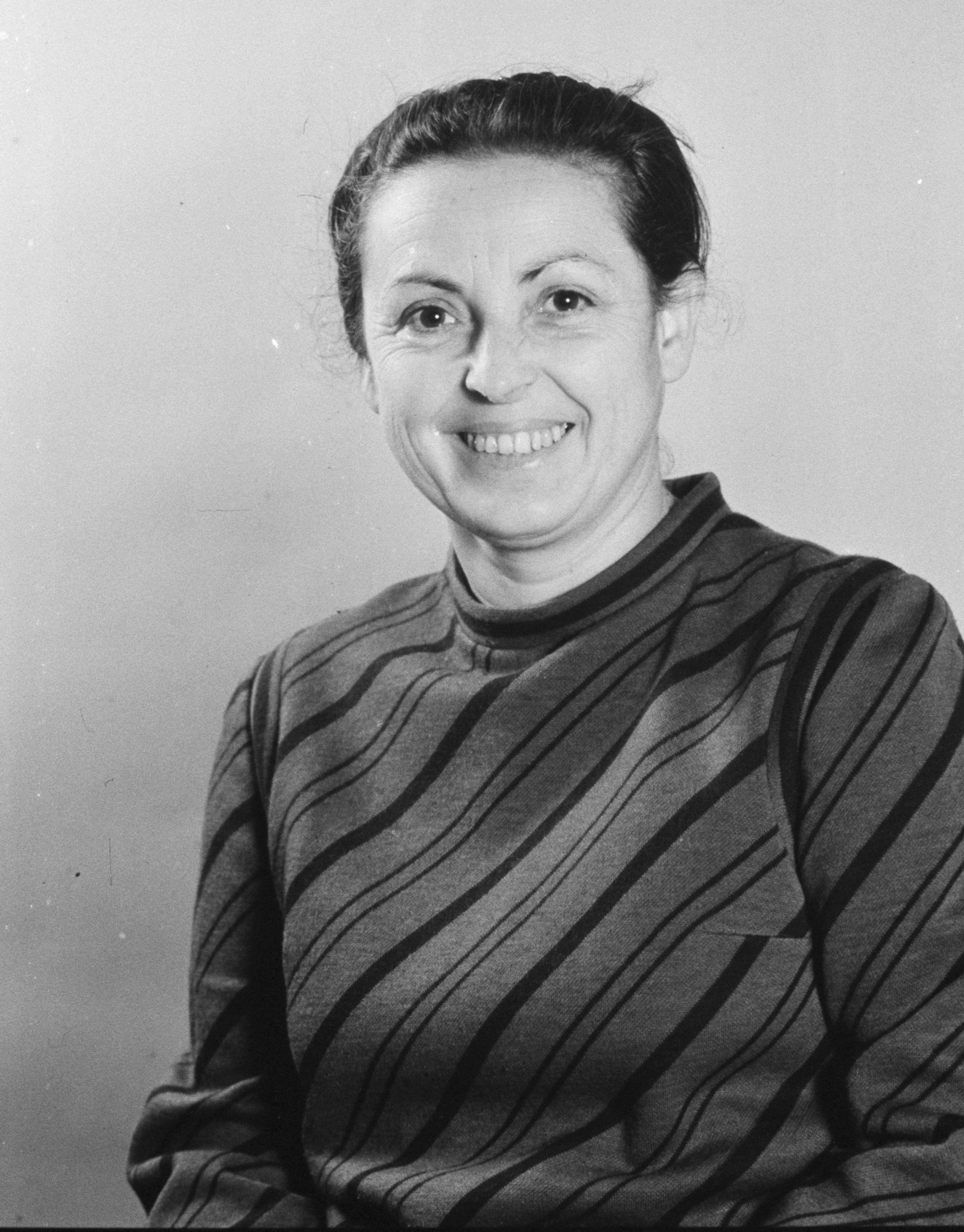
Nelly Wicky
Lise Girardin

### شورای فدرال
اولین عضو زن شورای فدرال هفت نفره سوئیس، الیزابت کوپ، از سال ۱۹۸۴ تا ۱۹۸۹ خدمت کرد. روث دریفوس، دومین عضو زن، از سال ۱۹۹۳ تا ۱۹۹۹ خدمت کرد و اولین رئیس‌جمهور کنفدراسیون سوئیس در سال ۱۹۹۹ بود. میشلین کالمی-ری و روث متزلر-آرنولد، از سال ۱۹۹۹ تا ۲۰۰۳ در شورای فدرال سوئیس حضور داشتند. هنگامی که روث متزلر-آرنولد در سال ۲۰۰۳ نتوانست دوباره انتخاب شود، این تعداد به یک کاهش یافت. با انتخاب دوریس لوتارد در سال ۲۰۰۶، دوباره دو نفر، و پس از ژانویه ۲۰۰۸، با آمدن ایولین ویدمر شلمپ، سه نفر شدند. میشلین کالمی ری در سال‌های ۲۰۰۷ و ۲۰۱۱ به عنوان رئیس کنفدراسیون سوئیس انتخاب شد.
در ۲۲ سپتامبر ۲۰۱۰، شورای فدرال با اضافه شدن سیمونتا سوماروگا به اکثریت زنان برای دو سال تغییر کرد. دوریس لوتارد برای سال‌های ۲۰۱۰ و ۲۰۱۷ به عنوان رئیس‌جمهور و ایولین ویدمر شلمپف برای سال ۲۰۱۲ و سیمونتا سوماروگا برای سال ۲۰۱۵ انتخاب شدند. تعداد زنان در سال ۲۰۱۲ به سه نفر و در سال ۲۰۱۶ به دو زن کاهش یافت از سال ۲۰۱۹، سه عضو زن در شورای فدرال نیز وجود دارند که عبارتند از: سیمونتا سوماروگا (انتخاب شده در ۲۰۱۰)، ویولا امهرد (از سال ۲۰۱۹) و کارین کلر ساتر (از سال ۲۰۱۹).

## حق رأی زنان در سطح کانتون
| تاریخ                                                                                             | کانتون                                                                |
| ------------------------------------------------------------------------------------------------- | --------------------------------------------------------------------- |
| ۱ فوریه ۱۹۵۹                                                                                      | کانتون وو                                                             |
| ۲۷ سپتامبر ۱۹۵۹                                                                                   | کانتون نوشاتل                                                         |
| ۶ مارس ۱۹۶۰                                                                                       | کانتون ژنو                                                            |
| ۲۶ ژوئن ۱۹۶۶                                                                                      | کانتون بازل اشتاد                                                     |
| ۲۳ ژوئن ۱۹۶۸                                                                                      | کانتون بازل-لاندشافت                                                  |
| ۱۹ اکتبر ۱۹۶۹                                                                                     | کانتون تیچینو                                                         |
| ۱۲ آوریل ۱۹۷۰                                                                                     | کانتون وله                                                            |
| ۲۵ اکتبر ۱۹۷۰                                                                                     | کانتون لوتسرن                                                         |
| ۱۵ نوامبر ۱۹۷۰                                                                                    | کانتون زوریخ                                                          |
| ۷ فوریه ۱۹۷۱                                                                                      | کانتون آرگاو، کانتون فریبورگ، کانتون شاف‌هاوزن و کانتون زوگ            |
| ۲ مه ۱۹۷۱                                                                                         | کانتون گلاروس                                                         |
| ۶ ژوئن ۱۹۷۱                                                                                       | کانتون سولوتورن                                                       |
| ۱۲ دسامبر ۱۹۷۱                                                                                    | کانتون برن، کانتون تورگاو                                             |
| ۲۳ ژانویه ۱۹۷۲                                                                                    | کانتون سنت گالن                                                       |
| ۳۰ ژانویه ۱۹۷۲                                                                                    | کانتون آوری                                                           |
| ۵ مارس ۱۹۷۲                                                                                       | کانتون اشووتس و کانتون گراوبوندن                                      |
| ۳۰ آوریل ۱۹۷۲                                                                                     | کانتون نیدوالدن                                                       |
| ۲۴ سپتامبر ۱۹۷۲                                                                                   | کانتون ابوالدن                                                        |
| ۳۰ آوریل ۱۹۸۹                                                                                     | کانتون آپنتسل آوسرهودن                                                |
| ۲۷ نوامبر ۱۹۹۰                                                                                    | کانتون اپنزل اینرهودن (با تصمیم Federal Supreme Court of Switzerland) |
| کانتون ژورا، با جدا شدن از برن در ۲۰ مارس ۱۹۷۷، این کانتون همیشه از حق رأی زنان برخوردار بوده‌است. |                                                                       |